# Формула-1 — Гран-прі Саудівської Аравії
Гран-прі Саудівської Аравії — етап чемпіонату світу Формули-1, який відбувся у 2021 році в Саудівській Аравії, в місті Джидда. Етап став повністю нічним, другим в історії Формули-1 після Гран-прі Сінгапуру.

## Історія
У серпні 2019 року було оприлюднено плани будівництва постійного автоспортивного комплексу в місті-парку Кіддія, в 45 км від Ер-Ріяда, столиці країни. Трасу повинна будувати компанія «Test and Training International», яку очолює колишній гонщик Формули 1 Александр Вюрц. За планами, довжина траси повинна скласти 7 км (більше, ніж Спа-Франкоршам), також траса буде з перепадом висот через місцевий рельєф. Перша черга міста-парку повинна бути готова до 2022 року, строк будівництва траси невідомий.
У жовтні 2020 року було оприлюднено попередній календар на сезон 2021, в якому фігурує гран-прі Саудівської Аравії на міській трасі в Джидді, яку спроектував Герман Тільке. Пізніше етап повинен переїхати в Кіддію. Планується що контракт на проведення Гран-прі буде підписаний на 10 років.
Багатьма правозахистними організаціями, гран-прі був сприйнятий вкрай негативно через порушення прав людини у Саудівській Аравії. У країні збереглася смертна кара (відсікання голови, побиття камінням, розп'яття), які зазвичай проходять на майданах. Також суворі покарання за крадіжку — відсікання рук; поширена торгівля людьми, ущемляється свобода слова та права жінок. На думку Human Rights Watch ця подія — спроба відвернути увагу від порушень прав людини. Сама ж Формула-1 у відповідь на звинувачення заявила, що «ми ясно виклали нашу позицію з прав людини та інших питань всім нашим партнерам і приймаючим країнам, які зобов'язуються поважати права людини при організації та проведенні своїх заходів».
Перший гран-прі Саудівської Аравії пройшов 3-5 грудня 2021 року. Його переможцем став гонщик команди Мерседес — Льюїс Гамільтон.

## Переможці Гран-прі Саудівської Аравії

### Багаторазові переможці

#### Пілоти
Жирним шрифтом виділені пілоти, які беруть участь в поточному сезоні чемпіонату Формули-1.
| Перемоги | Пілоти          | Роки перемог |
| -------- | --------------- | ------------ |
| 2        | Макс Ферстаппен | 2022, 2024   |
| Джерело: |                 |              |

#### Конструктори
Жирним шрифтом виділені команди, які беруть участь в поточному сезоні чемпіонату Формули-1.
| К-сть    | Конструктор | Рік              |
| -------- | ----------- | ---------------- |
| 3        | Ред Булл    | 2022, 2023, 2024 |
| Джерело: |             |                  |

### Переможці за роками
| Рік      | Пілот           | Конструктор         | Звіт |
| -------- | --------------- | ------------------- | ---- |
| 2025     | Оскар Піастрі   | McLaren-Mercedes    | Звіт |
| 2024     | Макс Ферстаппен | Ред Булл-Honda RBPT | Звіт |
| 2023     | Серхіо Перес    | Ред Булл-Honda RBPT | Звіт |
| 2022     | Макс Ферстаппен | Ред Булл-RBPT       | Звіт |
| 2021     | Льюїс Гамільтон | Мерседес            | Звіт |
| Джерело: |                 |                     |      |